# Wahlbezirk Böhmen 79
Der Wahlbezirk Böhmen 79 war ein Wahlkreis für die Wahlen zum Abgeordnetenhaus im österreichischen Kronland Böhmen. Der Wahlbezirk wurde 1907 mit der Einführung der Reichsratswahlordnung geschaffen und bestand bis zum Zusammenbruch der Habsburgermonarchie.

## Geschichte
Nachdem der Reichsrat im Herbst 1906 das allgemeine, gleiche, geheime und direkte Männerwahlrecht beschlossen hatte, wurde mit 26. Jänner 1907 die große Wahlrechtsreform durch Sanktionierung von Kaiser Franz Joseph I. gültig. Mit der neuen Reichsratswahlordnung schuf man insgesamt 516 Wahlbezirke mit je einem zu wählenden Abgeordneten, die durch Direktwahl mit allfälliger Stichwahl bestimmt wurden. Der Wahlkreis Böhmen 79 umfasste die Städte Tetschen, Bodenbach, Böhmisch Kamnitz, Steinschönau und Bensen. Aus der Reichsratswahl 1907 ging zunächst Adolf Reitzner von den Sozialdemokraten als Sieger hervor. Bei der Reichsratswahl 1911 konnte sich in der Folge Rudolf Heine von den Deutschradikalen durchsetzen.

## Wahlergebnisse

### Reichsratswahl 1907
Die Reichsratswahl 1907 wurde am 14. Mai 1907 (erster Wahlgang) sowie am 23. Mai 1907 (Stichwahl) durchgeführt.

#### Erster Wahlgang
| Kandidat                                                              | Partei                      | Wahlkreis- stimmen | Prozent |
| --------------------------------------------------------------------- | --------------------------- | ------------------ | ------- |
| Adolf Reitzner                                                        | Sozialdemokratische Partei  | 2891               | 43,9 %  |
| Franz Schreiter                                                       | Freialldeutsche Partei      | 2217               | 33,7 %  |
| Edmund von Stellwag-Carion                                            | Deutsche Fortschrittspartei | 1181               | 17,9 %  |
| Leopold Kunschak                                                      | Christlichsoziale Partei    | 153                | 2,3 %   |
| Dr. Hübschmann                                                        | Tschechischer Kandidat      | 124                | 1,8 %   |
|                                                                       | Sonstige Parteien           | 15                 | 0,2 %   |
| Wahlberechtigte: 7769, Ungültige Stimmen: 26, Wahlbeteiligung: 85,0 % |                             |                    |         |

#### Stichwahl
| Kandidat                                                              | Partei                     | Wahlkreis- stimmen | Prozent |
| --------------------------------------------------------------------- | -------------------------- | ------------------ | ------- |
| Adolf Reitzner                                                        | Sozialdemokratische Partei | 3410               | 51,0 %  |
| Franz Schreitner                                                      | Freialldeutsche Partei     | 3271               | 49,0 %  |
| Wahlberechtigte: 7769, Ungültige Stimmen: 63, Wahlbeteiligung: 86,8 % |                            |                    |         |

### Reichsratswahl 1911
Die Reichsratswahl 1911 wurde am 13. Juni 1911 sowie am 20. Juni 1911 (Stichwahl) durchgeführt.

#### Erster Wahlgang
| Kandidat                                                              | Partei                      | Wahlkreis- stimmen | Prozent |
| --------------------------------------------------------------------- | --------------------------- | ------------------ | ------- |
| Adolf Reitzner                                                        | Sozialdemokratische Partei  | 3062               | 43,6 %  |
| Rudolf Heine                                                          | Deutschradikale Partei      | 2353               | 33,5 %  |
| Hieronymus Siegel                                                     | Deutsche Fortschrittspartei | 1456               | 20,7 %  |
| Robert Pattai                                                         | Christlichsoziale Partei    | 138                | 2,0 %   |
|                                                                       | Sonstige                    | 10                 | 0,1 %   |
| Wahlberechtigte: 8090, Ungültige Stimmen: 34, Wahlbeteiligung: 86,7 % |                             |                    |         |

### Stichwahl
| Kandidat                                                              | Partei                     | Wahlkreis- stimmen | Prozent |
| --------------------------------------------------------------------- | -------------------------- | ------------------ | ------- |
| Rudolf Heine                                                          | Deutschradikale Partei     | 4145               | 56,1 %  |
| Adolf Reitzner                                                        | Sozialdemokratische Partei | 3241               | 43,9 %  |
| Wahlberechtigte: 8090, Ungültige Stimmen: 54, Wahlbeteiligung: 92,0 % |                            |                    |         |